# The Best of 1990–2000
The Best of 1990—2000 — второй сборник лучших вещей ирландской рок-группы U2, выпущенный в ноябре 2002 года. Диск стал 12-м самым продаваемым альбомом в мире того года. Среди 16 композиций четыре ремикса или перезаписанных трека и две совершенно новые песни. В декабре того же года был выпущен сопутствующий видеоальбом (в том числе на DVD), содержащий видеоклипы и концертные съёмки.

## Об альбоме
Ограниченная версия издания, содержащая дополнительный диск со сторонами «Б» синглов и бонусный DVD, была выпущена в тот же день, что и 1-дисковая версия. На момент выхода альбома было заявлено, что 2-дисковое издание будет доступно только первую неделю продаж. Как и в случае с The Best of 1980–1990 эти планы не материализовались.
Одна из двух новых песен, «Electrical Storm», была выпущена в качестве сингла. Другая, «The Hands That Built America», появилась на саундтреке к фильму «Банды Нью-Йорка» Мартина Скорсезе (с другой, более традиционной нежели в альбоме, аранжировкой).
Это также первый полноценный релиз U2, включающий «Hold Me, Thrill Me, Kiss Me, Kill Me», сингл 1995 года, изначально написанный для саундтрека к фильму «Бэтмен навсегда», и другой сингл 1995 года, «Miss Sarajevo», первоначально выпущенный на Original Soundtracks 1 под псевдонимом Passengers.
DVD-издание на удивление обширное и часто включает несколько видеоклипов каждой песни, комментарии режиссёра, несколько песен, отсутствующих на аудиоиздании, и три коротких документальных фильма.

## Список композиций

### The Best of 1990−2000
Слова и музыка всех песен — U2, кроме 6 — U2/Брайан Ино.
| №                   | Название                                                        | Альбом                          | Длительность |
| ------------------- | --------------------------------------------------------------- | ------------------------------- | ------------ |
| 1.                  | «Even Better Than the Real Thing»                               | Achtung Baby                    | 3:39         |
| 2.                  | «Mysterious Ways»                                               | Achtung Baby                    | 4:02         |
| 3.                  | «Beautiful Day»                                                 | All That You Can't Leave Behind | 4:05         |
| 4.                  | «Electrical Storm» (William Orbit Mix)                          |                                 | 4:37         |
| 5.                  | «One»                                                           | Achtung Baby                    | 4:35         |
| 6.                  | «Miss Sarajevo»                                                 | Original Soundtracks 1          | 4:30         |
| 7.                  | «Stay (Faraway, So Close!)»                                     | Zooropa                         | 4:58         |
| 8.                  | «Stuck in a Moment You Can't Get Out Of»                        | All That You Can't Leave Behind | 4:31         |
| 9.                  | «Gone» (New Mix)                                                | Pop                             | 4:32         |
| 10.                 | «Until the End of the World»                                    | Achtung Baby                    | 4:38         |
| 11.                 | «The Hands That Built America» (Theme from 'Gangs of New York') | Gangs of New York               | 4:57         |
| 12.                 | «Discothèque» (New Mix)                                         | Pop                             | 4:40         |
| 13.                 | «Hold Me, Thrill Me, Kiss Me, Kill Me»                          | Batman Forever                  | 4:44         |
| 14.                 | «Staring at the Sun» (New Mix)                                  | Pop                             | 4:48         |
| 15.                 | «Numb» (New Mix)                                                | Zooropa                         | 4:21         |
| 16.                 | «The First Time»                                                | Zooropa                         | 3:44         |
| Общая длительность: | Общая длительность:                                             | Общая длительность:             | 71:53        |

| №   | Название  | Альбом       | Длительность |
| --- | --------- | ------------ | ------------ |
| 17. | «The Fly» | Achtung Baby | 4:28         |

Electrical Storm была выпущена в качестве сингла для продвижения альбома. Gone, Discothèque, Staring at the Sun и Numb были заново смикшированы для сборника Майком Хеджесом.

### The B-sides 1990−2000 (только в издании с ограниченным тиражом)
Слова и музыка всех песен — U2, кроме: 5 — U2/Кристи Мур; 6 — U2/Брайан Ино; 7 — Джон Леннон и Пол Маккартни.
| №                   | Название                                             | Сингл                             | Длительность |
| ------------------- | ---------------------------------------------------- | --------------------------------- | ------------ |
| 1.                  | «Lady with the Spinning Head» (Extended Dance Mix)   | Even Better Than the Real Thing   | 6:06         |
| 2.                  | «Dirty Day» (Junk Day Mix)                           | Please                            | 4:40         |
| 3.                  | «Summer Rain»                                        | Beautiful Day                     | 4:07         |
| 4.                  | «Electrical Storm»                                   | Electrical Storm                  | 4:26         |
| 5.                  | «North and South of the River»                       | Staring at the Sun                | 4:36         |
| 6.                  | «Your Blue Room»                                     | Staring at the Sun                | 5:26         |
| 7.                  | «Happiness Is a Warm Gun» (The Gun Mix)              | Last Night on Earth               | 4:45         |
| 8.                  | «Salomé» (Zooromancer Remix)                         | Who's Gonna Ride Your Wild Horses | 5:51         |
| 9.                  | «Even Better Than the Real Thing» (The Perfecto Mix) | Even Better Than the Real Thing   | 6:38         |
| 10.                 | «Numb» (Gimme Some More Dignity Mix)                 |                                   | 5:50         |
| 11.                 | «Mysterious Ways» (Solar Plexus Club Mix)            | Mysterious Ways                   | 4:08         |
| 12.                 | «If God Will Send His Angels» (Big Yam Mix)          | Mofo                              | 5:42         |
| 13.                 | «Lemon» (Jeep Mix)                                   | Lemon                             | 5:29         |
| 14.                 | «Discothèque» (Hexidecimal Mix)                      | Discothèque                       | 5:45         |
| Общая длительность: | Общая длительность:                                  | Общая длительность:               | 73:52        |

Numb (Gimme Some More Dignity Mix) не выпускалась на сингле, она выходила на сборнике для членов фан-клуба U2 Melon: Remixes for Propaganda.

### The History Mix (DVD, только в издании с ограниченным тиражом)
| №  | Название                               | Длительность |
| -- | -------------------------------------- | ------------ |
| 1. | «The History Mix»                      | 7:40         |
| 2. | «U2 The Best of 1990−2000 DVD Trailer» | 2:27         |
| 3. | «Please» (Live Mural Cut)              | 5:00         |
| 4. | «Beautiful Day» (Eze Version)          | 4:04         |

The History Mix — это видеомонтаж-антология альбомов и туров группы 1990-х годов. Она включает в себя фрагменты интервью, видеоклипов и так далее. Концертная версия Please записана на Олимпийском стадионе Хельсинки (Хельсинки, Финляндия) 9 августа 1997 года (режиссёр Морис Линнан).

## Позиции в хит-парадах и продажи
| Страна         | Высшая позиция          | Сертификаты   | Продажи    |
| -------------- | ----------------------- | ------------- | ---------- |
| Австралия      | 1                       | 2x Платиновый | >140 000   |
| Австрия        | 1                       | Платиновый    | >30 000    |
| Бразилия       |                         | Платиновый    | >100 000   |
| Канада         |                         | 3x Платиновый | >300 000   |
| Дания          |                         | Платиновый    | >20 000    |
| Финляндия      | 4                       | Золотой       | >15 000    |
| Франция        |                         | 2x Золотой    | >200 000   |
| Германия       |                         | Золотой       | >150 000   |
| Греция         | 20                      |               |            |
| Венгрия        |                         | Золотой       | >5 000     |
| Мексика        |                         | Золотой       | >75 000    |
| Нидерланды     |                         | Платиновый    | >80 000    |
| Новая Зеландия | 1                       | 4x Платиновый | >60 000    |
| Польша         |                         | Золотой       | >20 000    |
| Швеция         | 6                       | Золотой       | >30 000    |
| Швейцария      | 1                       | 2x Платиновый | >80 000    |
| Великобритания | 37                      | 2x Платиновый | >600 000   |
| США            | 3 The Best Of & B-Sides |               |            |
| США            | 34 The Best Of          | Платиновый    | >1 000 000 |

## Видео
The Best of 1990—2000 был также выпущен в качестве видеосборника, содержащего видеоклипы песен из альбома. DVD-версия включает 1−2 видеоклипа каждой песни из альбома и семь дополнительных клипов (для песен, не попавших в альбом), а также комментарии режиссёров и три документальных мини-фильма. VHS-версия содержит только по одному видео для 16 песен из альбома.

### Список композиций
Музыка и слова всех песен — U2, если не указано иное. Все треки были ремастированы для этого релиза.
1. Even Better Than the Real Thing
  - видео и комментарии Кевина Годли
  - видео Ричи Смита
2. Mysterious Ways
  - видео и комментарии Стефана Седнауи
3. Beautiful Day
  - видео и комментарии Юнаса Окерлунда
4. Electrical Storm
  - видео и комментарии Антона Корбейна
  - документальный мини-фильм U2 Sur Mer
5. One
  - видео и комментарии Антона Корбейна
  - видео и комментарии Фила Джоану
  - документальный мини-фильм A Story of One
6. Miss Sarajevo (U2/Брайан Ино)
  - видео и комментарий Мориса Линнана
  - документальный мини-фильм Missing Sarajevo
7. Stay (Faraway, So Close!)
  - видео и комментарии Вима Вендерса
8. Stuck in a Moment You Can't Get Out Of
  - видео и комментарии Джозефа Кана
  - видео и комментарии Кевина Годли
9. Gone
  - видео Дэвида Маллета (фрагмент из PopMart: Live from Mexico City)
10. Until the End of the World
  - видео Кевина Годли
11. The Hands That Built America (Theme from 'Gangs of New York')
  - видео Мориса Линнана
12. Discothèque
  - видео и комментарии Стефана Седнауи
13. Hold Me, Thrill Me, Kiss Me, Kill Me
  - видео и комментарии Годли/Линнана
14. Staring at the Sun
  - видео и комментарии Джейка Скотта
  - видео Морли Штейнберг
15. Numb
  - видео и комментарии Кевина Годли
  - видео Emergency Broadcast Network
16. The Fly
  - видео Смита/Клейна
  - комментарии Смита
  - комментарии Клейна

Дополнительные дорожки:
1. Please
  - видео и комментарии Антона Корбейна
2. If God Will Send His Angels
  - видео и комментарии Фила Джоану
3. Who's Gonna Ride Your Wild Horses
  - видео и комментарии Фила Джоану
4. Lemon
  - видео и комментарии Марка Нила
5. Last Night on Earth
  - видео и комментарии Ричи Смита
6. Mofo
  - видео Мориса Линнана
7. The Ground Beneath Her Feet (U2/Салман Рушди)
  - видео и комментарии Вима Вендерса

## Участники записи
- Боно — вокал и гитара
- Эдж — гитара, клавишные, вокал
- Адам Клейтон — бас-гитара
- Ларри Маллен — барабаны и перкуссия